# Rajd Maroka 1976
Rajd Maroka 1976 (19. Rallye du Maroc) – 19 Rajd Maroka rozgrywany w Maroku w dniach 22–27 czerwca. Była to szósta runda Rajdowych mistrzostw świata w roku 1976. Rajd został rozegrany na nawierzchni szutrowej i asfaltowej. Baza imprezy była zlokalizowana w miastach Rabat, Agadir i Casablanca.

## Wyniki końcowe rajdu[1]
| Etap | OS | Nazwa          | Długość   | Zwycięzca        | Czas    |  |
| ---- | -- | -------------- | --------- | ---------------- | ------- |  |
| 1    | 1  | Khatouat       | 95,00 km  | Markku Alén      | 1:03.45 |  |
|      |    |                |           |                  |         |  |
| 2    | 2  | Oulmes         | 81,00 km  | Hannu Mikkola    | 1:05.54 |  |
| 2    | 3  | Midelt         | 61,00 km  | Fulvio Bacchelli | 1:02.17 |  |
| 2    | 4  | Chikker        | 76,00 km  | Markku Alén      | 47:08   |  |
| 2    | 5  | Missour        | 194,00 km | Hannu Mikkola    | 1:42.17 |  |
| 2    | 6  | Rich 1         | 145,00 km | Fulvio Bacchelli | 1:39.45 |  |
|      |    |                |           |                  |         |  |
| 3    | 7  | Tizi N’Test    | 86,00 km  | Markku Alén      | 57:48   |  |
| 3    | 8  | Transmarocaine | 776,00 km | Simo Lampinen    | 9:40.46 |  |
| 3    | 9  | Rich 2         | 147,00 km | Sandro Munari    | 1:43.06 |  |

## Wyniki końcowe rajdu[2]
| Msc. | Kierowca              | Pilot                  | Samochód              | Czas     | Strata   | Punkty |
| ---- | --------------------- | ---------------------- | --------------------- | -------- | -------- | ------ |
| 1    | Jean-Pierre Nicolas   | Michel Gamet           | Peugeot 504           | 20:20.15 | 0.0      | 20     |
| 2.   | Simo Lampinen         | Atso Aho               | Peugeot 504           | 20:42.52 | +22.37   |        |
| 3.   | Sandro Munari         | Silvio Maiga           | Lancia Stratos HF     | 21:38.38 | +1:18.23 | 12     |
| 4.   | Jean Deschazeaux      | Jean Plassard          | Citroën CX 2200       | 21:44.45 | +1:24.30 | 10     |
| 5.   | Jean-Claude Lefèbvre  | Gérard Flocon          | Peugeot 504           | 22:06.54 | +1:46.39 |        |
| 6.   | Jacky Privé           | Christian Gilbert      | Renault 15/17 Gordini | 22:34.17 | +2:14.02 | 6      |
| 7.   | Marianne Hoepfner     | Michèle Espinosi-Petit | Peugeot 504           | 22:40.51 | +2:20.36 |        |
| 8.   | Christine Dacremont   | Yveline Vanoni         | Peugeot 504           | 22:52.07 | +2:31.52 |        |
| 9.   | Jean Guichet          | Jacques Jaubert        | Peugeot 504           | 22:59.05 | +2:38.50 |        |
| 10.  | Jean-Claude Briavoine | Robert Schneck         | Renault 12 Gordini    | 22:59.08 | +2:38.53 |        |

## Klasyfikacja producentów po 6 rundach
| Lp. | Producent  | Pkt. |
| --- | ---------- | ---- |
| 1   | Lancia     | 62   |
| 2   | Opel       | 42   |
| 3   | Peugeot    | 30   |
| 3   | Datsun     | 30   |
| 5   | Saab       | 20   |
| 5   | Mitsubishi | 20   |

- Uwaga: Tabela obejmuje tylko pięć pierwszych miejsc.